# جيري كينان
جيري كينان (بالإنجليزية: Gerry Keenan)‏ (25 يوليو 1954 بليفربول في المملكة المتحدة - ) هو مدرب كرة قدم ولاعب كرة قدم بريطاني في مركز الظهير. لعب مع بورت فايل ونادي أكرينغتون ستانلي ونادي بوري ونادي روتشديل ونادي ليفربول وأشتون يونايتد وباك أب بورو ‏ وRossendale United F.C. ‏.